# Vorona
Vorona es un género extinto de aves Euornithiformes, con una sola especie, V. berivotrensis. Los restos fósiles se encuentran en sedimentos del (Cretácico Superior), en la Formación Maevarano en una cantera de la provincia de Mahajanga, en Madagascar. Dicha formación data probablemente del Campaniense, hace entre 70.6 a 83.5 millones de años). V. berivotrensis es conocido a partir de restos dispersos, posiblemente de un único individuo (UA 8651 y FMNH PA715).

## Filogenia
Es difícil establecer la filogenia de Vorona, ya que los restos conservados se encontraron dispersos y fragmentados, y al presentar rasgos de aves primitivas y modernas. Se puede confundir con el dromeosáurido Rahonavis ostromi,  cuyos fósiles se han hallado en la misma localidad. Esta confusión ha llevado a la idea errónea de que Vorona tenía una garra en forma de hoz en cada pie, parecida a la de los miembros de Deinonychosauria. 